# Bárbara Franco
Bárbara Andrea Franco Solana (* 4. April 1974 in Madrid) ist eine ehemalige spanische Schwimmerin. Bei den Schwimmeuropameisterschaften 1993 wurde sie Dritte über 200 Meter Schmetterling. 

## Sportliche Karriere
Bárbara Franco schwamm für den Real Canoe NC in Madrid. Während ihres Studiums an der University of Florida trat sie für deren Sportteam an, die Florida Gators.
1991 bei den Mittelmeerspielen in Athen wurde Bárbara Franco über 100 Meter Schmetterling Zweite hinter der Französin Cécile Jeanson. Über 200 Meter Schmetterling gewann die Griechin Elli Roussaki vor der Italienerin Ilaria Tocchini und Bárbara Franco. Die spanische 4-mal-100-Meter-Lagenstaffel mit Nuria Castelló, Rocío Ruiz sowie den Schwestern Bárbara und Claudia Franco erkämpfte Silber hinter den Italienerinnen. Bei den Olympischen Spielen 1992 in Barcelona schwamm Bárbara Franco über 100 Meter Schmetterling die 26. Vorlaufzeit und lag damit noch einen Platz hinter ihrer Landsfrau María Peláez.
Ein Jahr später bei den Mittelmeerspielen 1993 in Languedoc-Roussillon siegte über 200 Meter Schmetterling Cécile Jeanson vor María Peláez und Bárbara Franco. Anderthalb Monate nach den Mittelmeerspielen fanden die Europameisterschaften in Sheffield statt. Über 200 Meter Schmetterling gewann die Ungarin Krisztina Egerszegi mit über zwei Sekunden Vorsprung vor der Deutschen Katrin Jäke. Dahinter wurde Bárbara Franco Dritte vor María Peláez. Bei den Kurzbahnweltmeisterschaften 1993, die Ende des Jahres in Palma de Mallorca ausgetragen wurden, wurde Franco Achte über 200 Meter Schmetterling.
1995 bei den Europameisterschaften in Wien erschwamm Franco den sechsten Platz über 200 Meter Schmetterling. Bei den Olympischen Spielen 1996 in Atlanta erreichte Franco über 200 Meter Schmetterling das B-Finale und wurde 16. der Gesamtwertung. Ende 1996 fanden die Kurzbahneuropameisterschaften in Rostock statt. Über 200 Meter Schmetterling siegte Bárbara Franco vor der Schwedin Johanna Sjöberg und Peláez.
1997 bei den Mittelmeerspielen in Bari wurde Franco über 200 Meter Schmetterling Zweite hinter der Italienerin Paola Cavallino. Zwei Monate später wurden in Sevilla die Europameisterschaften 1997 ausgetragen. Peláez siegte über 200 Meter Schmetterling vor der Irin Michelle Smith, Bárbara Franco wurde in diesem Rennen Siebte. Anfang 1998 fanden die Weltmeisterschaften in Perth statt. Bárbara Franco wurde über 200 Meter Schmetterling Sechste im B-Lauf.
Bárbara Franco heiratete den brasilianischen Schwimmer Gustavo Borges.